# Streicherklasse
Unter einer Streicherklasse versteht man eine Schulklasse, die gemeinsam im Rahmen des Musikunterrichts ein Streichinstrument (meist Violine, Viola, Violoncello, selten Kontrabass) erlernt. Dabei kooperieren die durchführenden Schulen mit örtlichen Musikschulen.
Das ursprünglich aus den USA stammende Konzept von Paul Rolland hat sich in Deutschland bislang nur zögerlich im Schatten der Bläserklassen durchgesetzt. Wegen des organisatorischen und finanziellen Aufwands gibt es wenig Streicherklassen. Die für Bläserklassen durch die Firma Yamaha angebotenen Klassensätze an Instrumenten und begleitender Literatur gibt es für Streicherklassen nicht.
Die Entwicklungen von Streicherklassenmaterial sind inzwischen sehr vielfältig.  Musikverlage bieten heute Material zur Streicherklasse an. Verschiedene von der „Rolland-Methode“ bewusst abgesetzte Lehrwerke sind etabliert.